# Gaden (Eitting)
Gaden ist ein Gemeindeteil der Gemeinde Eitting im oberbayerischen Landkreis Erding.

## Geographie
Das Kirchdorf zieht sich im Wesentlichen an einer Straße entlang. Diese verläuft parallel zu den Isarauen im Norden. Neben der Isar verlaufen hier die Goldach und die Dorfen. Auf der nördlichen Isarseite, schon im Landkreis Freising gelegen, liegt Oberhummel. Im Südosten liegt Berglern. Die nächstgelegenen größeren Städte sind das nordöstlich gelegene Moosburg an der Isar (7 km) sowie Freising im Westen und Erding im Süden, beide jeweils etwa 10 Kilometer entfernt.

## Geschichte
Der Name Gaden bezieht sich laut dem Bayerischen Wörterbuch von Johann Andreas Schmeller auf einen Aufbewahrungsschuppen für Schiffsgeschirr. Die Flößerei auf der Isar war vom 13. bis zum 19. Jahrhundert ein Mittel des Güter- und Personentransports auf der Isar. Die hier angelandeten Güter waren für den Bereich Erding bestimmt. Obwohl traditionell Richtung Oberhummel orientiert (Kirchengemeinde, Schule in Oberhummel, Grundbesitzer aus Oberhummel bewirtschaftet/bewirtschaften große Flächen bei Gaden) wurde der Ort bei der Gemeindebildung 1818 der Gemeinde Eitting zugeschlagen. Grund war vermutlich die Lage südlich der Isar. Die Kirche St. Jakobus der Ältere gehört auch nach wie vor zur Pfarrverband Langenbach-Oberhummel.

## Wirtschaft und Verkehr
Südlich des Ortes verläuft die A92. Westlich des Ortes liegt die Anschlussstelle Erding. Über die dort beginnende Flughafentangente Ost besteht eine Anbindung in Richtung Erding und darüber hinaus. Nur 7 Kilometer südöstlich liegt der Flughafen München. Besonders bei Ostwind (und den damit Richtung Osten startenden Flugzeugen) ist der Ort von Fluglärm getroffen. Mit der geplanten 3. Startbahn würde der Flughafen noch näher an Gaden heranrücken. Der nächste Bahnhof liegt in Langenbach an der Bahnstrecke München–Regensburg. Eine ÖPNV-Anbindung nach Eitting-Erding besteht mit der MVV-Buslinie 569.
Westlich des Ortes betreibt ARS Altmann ein Logistikzentrum.